# Tentenan Barat
Tentenan Barat is een bestuurslaag in het regentschap Pamekasan van de provincie Oost-Java, Indonesië. Tentenan Barat telt 1149 inwoners (volkstelling 2010).